# 조일관계사료집
조일관계사료집은 충청남도 천안시 동남구 목천읍 독립기념관에 있는, 대한민국임시정부가 편찬한 최초이자 유일한 역사서이다. 2018년 5월 8일 대한민국의 국가등록문화재 제711호로 지정되었다.

## 개요
대한민국임시정부가 편찬한 최초이자 유일한 역사서로, 조선총독부 등에서 발간하는 일제의 선전물이 국제적으로 식민통치의 실상을 왜곡하는 것에 대응하고, 국제연맹에 우리 민족의 독립을 요구하기 위해 만들어졌다. 이 책은 한일관계사를 삼국시대부터 연대별로 다루어 일본의 침략성을 실증하고, 경술국치 이후 식민탄압의 잔혹성과 3.1운동의 원인 및 전개과정 등을 포함하여 4책으로 구성되어 있다. 당시 100질이 만들어졌으나, 현재 국내에서 완질로 전하는 것은 독립기념관 소장본이 유일한 것으로 파악되고 있다.

## 참고 자료
- 조일관계사료집 - 국가유산청 국가유산포털